# Hanappun-in naepyeon
Hanappun-in naepyeon (하나뿐인 내편?; lett. "Il mio unico e solo"), anche noto con il titolo internazionale My Only One, è un serial televisivo sudcoreano trasmesso su KBS2 dal 15 settembre 2018 al 17 marzo 2019.

## Trama
Quando sua madre è morta poco dopo il parto e suo padre Young-hoon è finito in carcere con una lunga sentenza, Kim Do-ran è stata adottata da un amico di famiglia per evitare di essere inserita in un orfanotrofio. Trattata sempre con molta gentilezza dal padre adottivo, si è attirata involontariamente l'invidia della sorellastra Mi-ran e il fastidio della madre adottiva che non l'ha mai considerata una figlia propria, pertanto quando l'uomo ha avuto un incidente fatale, è stata cacciata di casa e costretta a cercarsi un appartamento e un lavoro per mantenersi. Assunta come segretaria dalla Bom and Food Company, conosce il figlio dei ricchi proprietari, Wang Dae-ryuk, e se ne innamora.

## Personaggi e interpreti
- Kang Soo-il/Kim Young-hoon, interpretato da Choi Soo-jong
- Kim Do-ran, interpretata da Uee
- Wang Dae-ryuk, interpretato da Lee Jang-woo
- Jang Da-ya, interpretata da Yoon Jin-yi
- Wang Yi-ryuk, interpretato da Jung Eun-woo
- Kim Mi-ran, interpretata da Na Hye-mi
- Jang Go-rae, interpretato da Park Sung-hoon

## Riconoscimenti
- Baeksang Arts Award[2]
  - 2019 – Candidatura Miglior nuovo attore televisivo a Park Sung-hoon
- KBS Drama Award[3]
  - 2018 – Premio all'alta eccellenza (attori) a Choi Soo-jong
  - 2018 – Premio all'alta eccellenza (attrici) a Cha Hwa-yeon
  - 2018 – Premio all'eccellenza (attori in un serial) a Lee Jang-woo
  - 2018 – Premio all'eccellenza (attrici in un serial) a Uee
  - 2018 – Miglior attrice di supporto a Yoon Jin-yi
  - 2018 – Miglior nuovo attore a Park Sung-hoon
  - 2018 – Miglior sceneggiatura a Kim Sa-kyung
  - 2018 – Miglior coppia a Lee Jang-woo e Uee
  - 2018 – Miglior coppia a Choi Soo-jong e Jin Kyung
  - 2018 – Candidatura Premio all'eccellenza (attori in un serial) a Choi Soo-jong
  - 2018 – Candidatura Premio all'eccellenza (attori in un serial) a Park Sang-won
  - 2018 – Candidatura Premio all'eccellenza (attrici in un serial) a Cha Hwa-yeon
  - 2018 – Candidatura Miglior attrice di supporto a Jin Kyung
- Korea Drama Award[4]
  - 2019 – Gran premio a Choi Soo-jong